# Municipio de Moran (Dakota del Norte)
El municipio de Moran (en inglés: Moran Township) es un municipio ubicado en el condado de Richland en el estado estadounidense de Dakota del Norte. En el año 2010 tenía una población de 70 habitantes y una densidad poblacional de 0,76 personas por km².

## Geografía
El municipio de Moran se encuentra ubicado en las coordenadas 46°3′10″N 97°3′53″O / 46.05278, -97.06472. Según la Oficina del Censo de los Estados Unidos, el municipio tiene una superficie total de 92.06 km², de la cual 85,01 km² corresponden a tierra firme y (7,66 %) 7,05 km² es agua.

## Demografía
Según el censo de 2010, había 70 personas residiendo en el municipio de Moran. La densidad de población era de 0,76 hab./km². De los 70 habitantes, el municipio de Moran estaba compuesto por el 85,71 % blancos, el 11,43 % eran amerindios y el 2,86 % eran de una mezcla de razas. Del total de la población el 0 % eran hispanos o latinos de cualquier raza.